# بانیول-ان-فوره
بانیول-ان-فوره (به فرانسوی: Bagnols-en-Forêt) یک کمون (فرانسه) در فرانسه است که در ور واقع شده‌است. بانیول-ان-فوره ۴۲٫۹ کیلومتر مربع مساحت دارد ۳۰۰ متر بالاتر از سطح دریا واقع شده‌است.

## خواهرخوانده
شهر پیوه دی تکو خواهرخواندهٔ بانیول-ان-فوره هست.